# Minería en Ghana

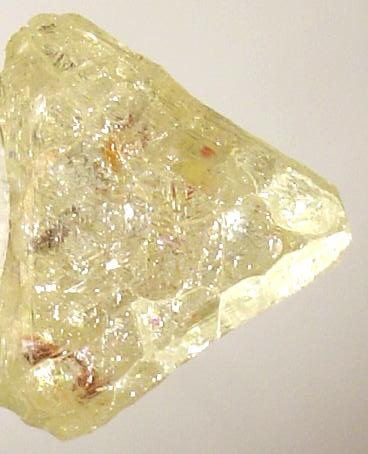
Un diamante grande, afilado, equilátero, traslúcido, amarillo, de la mina de diamantes Akwatia del campo de diamantes Birim en Akwatia en la Región Oriental Ghana Región Oriental; un par de inclusiones añaden carácter a este cristal, lustroso.

La industria minera de Ghana representa el 5% de Producto interno bruto del país y el 37% de las exportaciones totales, del cual el oro contribuye por encima del 90% de las exportaciones minerales totales. Ghana es el productor más grande de oro, produciendo 80.5 t en 2008. Ghana es también un productor importante de bauxita, manganeso y diamantes. Ghana tiene 23 compañías mineras de gran escala las que producen oro, diamantes, bauxita y manganeso .mbendi

## Impacto económico
Los ingresos por exportación de minerales representan el 35% y el sector es uno de los más grandes colaboradores con ingresos al Gobierno a través del pago de Regalía|derechos minerales, Impuesto sobre la renta|impuesto a la renta e Impuesto sobre sociedades|impuestos corporativos

## Políticas de gobierno y programas
Las instituciones relacionadas incluyen:
- Ministerio de Tierras y Recursos Naturales – responsabilidad global para la industria minera
- Comisión de minerales – recomienda políticas para la industria minera; es el primer contacto para inversores probables
- Departamento de Estadística geológica – los estudios geológicos incluyen producción de mapas y mantenimiento del registro geológico
- Departamento de minas – Salud e inspecciones de seguridad y mantenimiento de registros mineros
- Comisión de tierras – registros legales de licencias y examen legal de aplicaciones nuevas
- Cámara de mineros – asociación de representantes de compañías mineras
- Agencia de Protección medioambiental – con responsabilidad global para asuntos medioambientales relacionados con la minería.

## Estructura de industria
En el sector del oro para el 2005, Gold Fields Limited de Sudáfrica tenía una participación del 71,1% en las minas de oro Tarkwa y Damang en sociedad con IAMGOLD Corp. con sede en Toronto (18.9%) y el Gobierno de Ghana (10%).
AngloGold Ashanti Ltd. de Sudáfrica operó las minas de oro a cielo abierto de Bibiani y Iduapriem y la mina de oro subterránea de Obuasi. Las minas de Bibiani y Obuasi eran 100% poseídos por AngloGold Ashanti y la mina Iduapriem era propiedad en un 80% de AngloGold Ashanti y un 20% de la Corporación Financiera Internacional (AngloGold Ashanti Ltd., 2006).

Golden Star Resources Ltd. tenía una participación del 90% en las minas a cielo abierto de Bogoso/Prestea y Wassa y una participación del 90% en la mina subterránea inactiva de Prestea. Newmont de los Estados Unidos tenía una participación del 100% en la propiedad de oro de Ahafo y una participación del 85% en la propiedad de Akyem.

## Materias primas

### Oro
Más de 21% de producción de oro a principios de los 90s provino minas subterráneas en regiones occidentales de Ashanti.
En el sector de oro, la compañía Red Back Mining Inc. Operó la mina de oro Chirano; AngloGold Ashanti Ltd. de Sudáfrica operó las minas de oro Bibiani, Iduapriemy Obuasi.

### Diamantes
La única producción formal provino una mina de diamantes en Akwatia, la cual estuvo operada por el Gobierno, Ghana Consolidated Diamonds Ltd. (GCD).
El minado de diamates se realizaba de manera artesanal por mineros en zonas de aluviales los diamantes se depositan cerca a Akwatia en el Valle de Birim.

## Impacto medioambiental

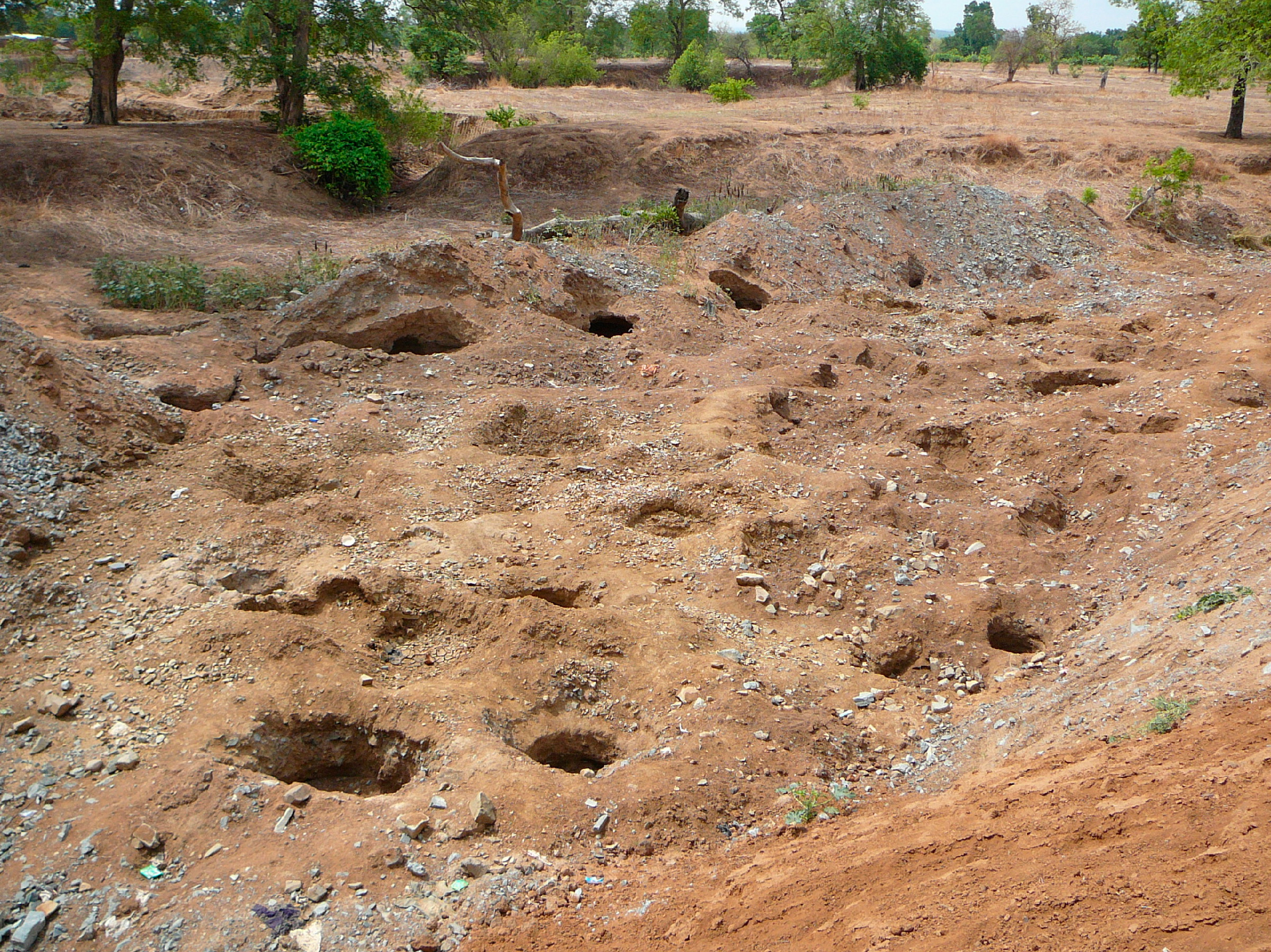
Alteraciones de la tierra en el sitio de ASGM en el distrito de Talensi

La agencia de protección medio ambiental de Ghana (EPA) es la entidad de Gobierno responsable para la formulación de políticas sobre todos los aspectos del entorno. Las funciones de la agencia incluyeron actuar en enlace y cooperando con otras agencias de Gobierno; colaborando con agencias extranjeras e internacionales, asegurando la conformidad con procedimientos de valoración de impacto medioambientales; emitiendo permisos medioambientales; haciendo recomendaciones al Gobierno para la protección del entorno; generando los estándares y las directrices relacionados con la contaminación de aire, agua y tierra; protegiendo y mejorando la calidad del entorno; y asegurando el control y prevención de residuos de caudal al entorno entre varias otras funciones.

## Historia
Ghana ha producido y exportado oro durante siglos. En la época precolonial y hasta hoy en día, Ghana ha sido una fuente del oro que llegó a Europa a través de rutas comerciales transsaharianas. En el siglo XV, los marineros portugueses intentaron localizar y controlar la extracción de oro en la costa, pero pronto recurrieron a esclavos más fáciles de obtener para el comercio de esclavos en el Atlántico.
Desde principios del siglo XX, la minería moderna se ha llevado a cabo como una empresa a gran escala, que requiere una importante inversión de capital por parte de los inversores europeos.

### Accidentes
En abril de 2013, al menos 17 personas fueron asesinadas mientras minaban ilegalmente una mina de oro abandonada en la región central de Ghana. Según los informes, el terreno cedió sobre los mineros mientras buscaban depósitos de oro, las autoridades no tenían claro cuántos mineros ingresaron originalmente. Dieciséis cuerpos fueron rescatados y un hombre murió en el hospital por sus heridas.